# مانکی تست
آزمون میمو‌ن‌وار (انگلیسی: Monkey testing)  در تست نرم‌افزار، آزمون میمون‌وار یک تکنیک است که در آن کاربر با ارائه ورودی‌های تصادفی و بررسی رفتار، یا مشاهده اینکه آیا برنامه یا سیستم دچار مشکل خواهد شد نسبت به بررسی آن اقدام می‌کند. آزمون میمون‌وار معمولاً به صورت تست‌های واحد تصادفی و خودکار اجرا می‌شود.
در حالی که منبع نام میمون مشخص نیست،  برخی معتقدند که این نام باید با قضیه میمون نامتناهی ارتباط داشته باشد، که بیان می‌کند که یک میمون که به طور تصادفی با صفحه‌کلید ماشین تحریر شروع به تایپ کند، مطمئناً یک متن خاص، نظیر کتاب‌های ویلیام شکسپیر را ایجاد خواهد کرد.. برخی دیگر معتقدند که این نام برگرفته از برنامه کلاسیک mac os با نام "میمون" است که قبل از سال ۱۹۸۳ توسط استیو کپس ساخته شده‌بود. تست میمون همچنین در اندروید استودیو به عنوان بخشی از ابزار آزمایش استاندارد برای آزمایش استرس در نظر گرفته شده‌است.